# Будний Олександр Андрійович
Олександр Андрійович Будний (нар. 1906 — ?) — український радянський діяч, токар Крюківського вагоноремонтного заводу Полтавської області, голова Кременчуцького міськвиконкому. Депутат Верховної Ради СРСР 1-го скликання.

## Життєпис
Народився в родині робітника. Освіта початкова.
З 1919 року — робітник-свердлувальник, токар півскатного цеху, начальник зміни колісного цеху Крюківського вагоноремонтного (вагонобудівного) заводу Полтавської області. Стахановець, новатор виробництва.
Член ВКП(б) з 1932 року.
З 1938 року — заступник директора Крюківського вагонобудівного заводу Полтавської області.
У 1943—1945 роках — голова виконавчого комітету Кременчуцької міської ради депутатів трудящих Полтавської області.
Подальша доля невідома.